# 鄔修
邬修，字存诚，江西南昌人，明朝政治人物。

## 生平
洪武三十年（1397年）丁丑科春榜二甲第三名进士，授行人，升广东佥事。其生平操行清廉，为世人称道。